# Silphidae
I Silfidi (Silphidae Latreille, 1807) sono una famiglia di insetti appartenente all'ordine dei Coleotteri (sottordine Polyphaga, infraordine Staphyliniformia).
Adulti e larve vivono generalmente nei cadaveri dei vertebrati, nei vegetali putrescenti o negli escrementi.

## Descrizione

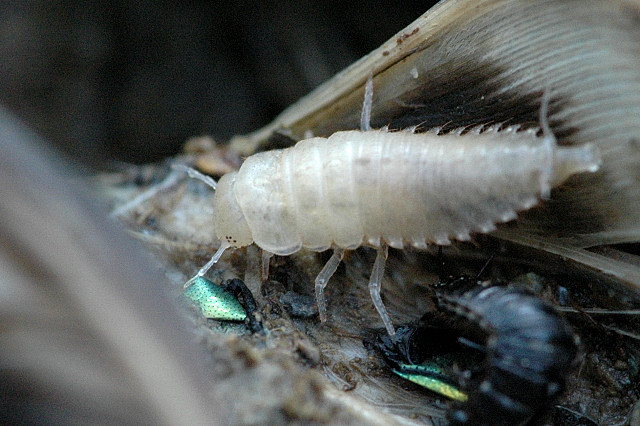
Larva onisciforme di Thanatophilus sp.

Le dimensioni e le forme di questi coleotteri sono molto varie, la loro lunghezza va infatti da 7 a 45 mm. Alcuni sono uniformemente neri o brunastri, altri hanno dei disegni rossi sulle elitre, ma è raro che siano a macchie o chiari. Le antenne, molto corte, si allargano verso l'estremità oppure gli ultimi articoli formano una clava. Le elitre coprono completamente l'addome o lasciano visibili solo gli ultimi segmenti.

## Biologia
Hanno la caratteristica di essere necrofori ovvero sono attratti da corpi in decomposizione per la deposizione di uova per l'alimentazione delle nuove larve.
Sono coleotteri di interesse forense in quanto permettono di determinare le varie fasi di decomposizione di un cadavere e quindi in relazione a temperatura, umidità ed altri fattori a risalire alla data del decesso.

## Distribuzione e habitat
La famiglia ha una distribuzione cosmopolita, con la maggior parte delle specie diffuse nelle zone temperate della regione olartica.
In Italia sono presenti una trentina di specie.

## Tassonomia
Questa famiglia si divide in due sottofamiglie:
- Nicrophorinae Kirby, 1837
- Silphinae Latreille, 1806

### Alcune specie

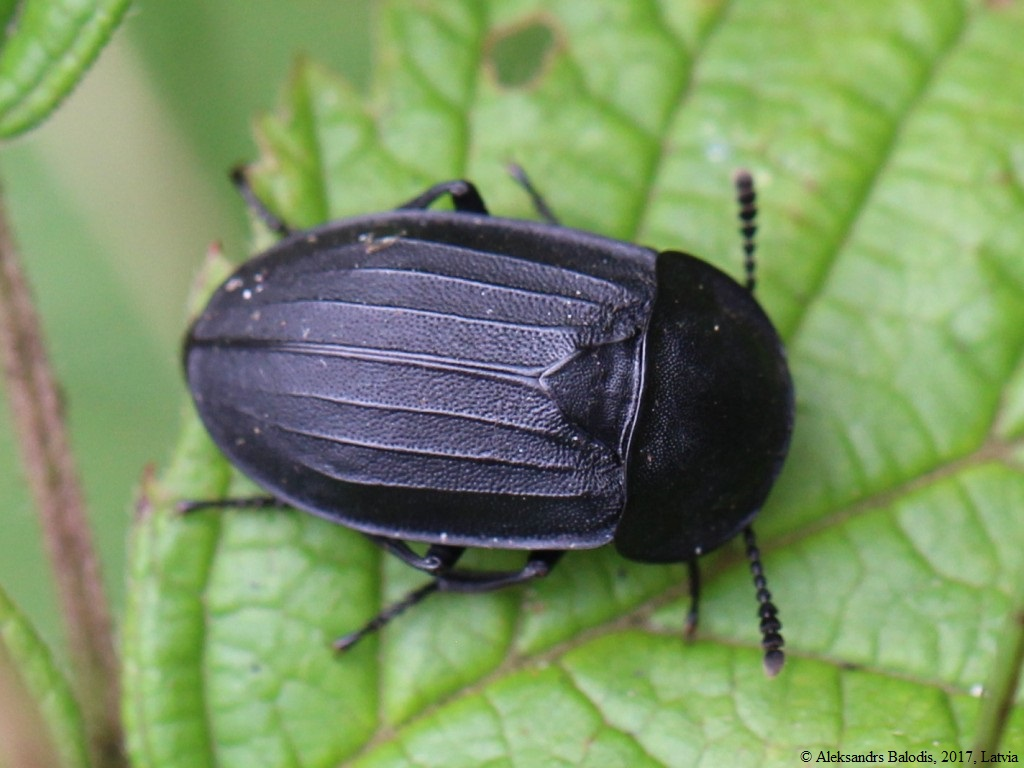
Silpha tristis
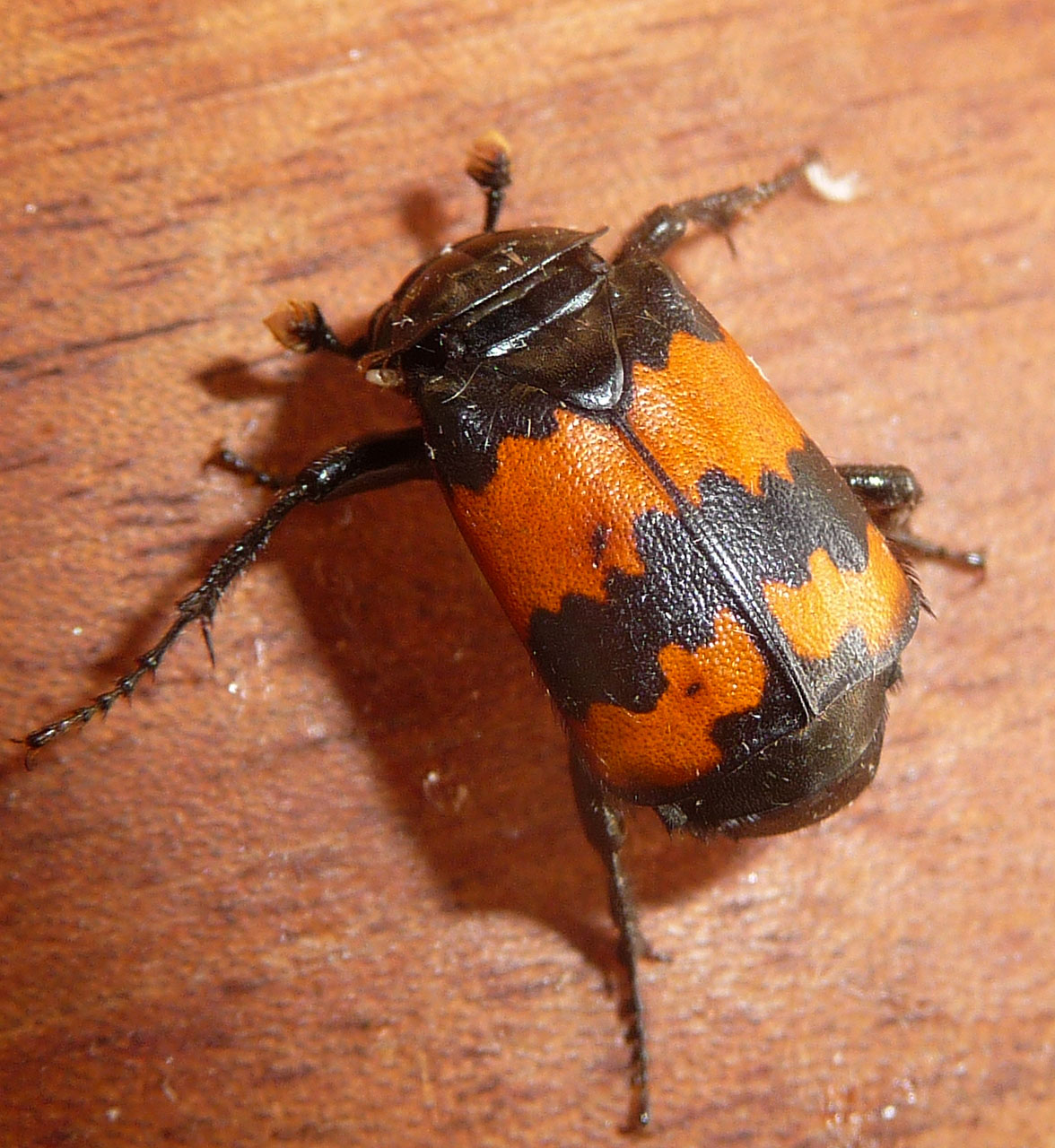
Nicrophorus vespillo
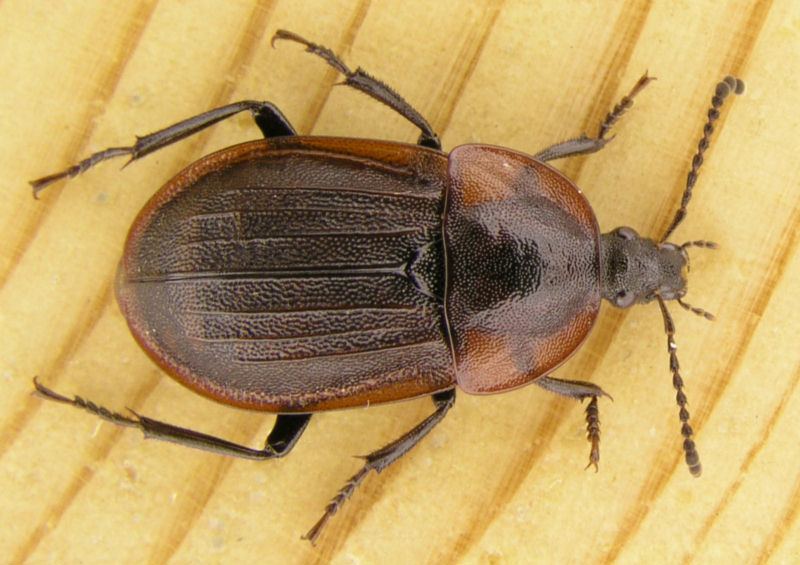
Phosphuga atrata